# 10月15日連立
10月15日連立（じゅうがつじゅうごにちれんりつ、波: Koalicja 15 października）は、ポーランドの政治連立組織。

## 解説
2023年12月13日以来、ポーランドの政権を担っている。様々な政党が参加する包括政党連立である。10月15日に行われた議会選挙後に結成された。
首相に指名されたドナルド・トゥスクは、当時のマテウシュ・モラヴィエツキ首相が信任投票に失敗した後、新政権の計画を発表した国民議会での演説で「10月15日連立」という言葉を使った。
連立政権が誕生する前、法と正義主導の統一右派に対抗する政党（極右の「同盟」を除く）は、2023年の選挙に向け、「民主野党」（波: Demokratyczna opozycja）と呼ばれていた。